# Флаг Белой Церкви
Флаг Белой Церкви (укр. Прапор Білої Церкви) — флаг города Белая Церковь Киевской области Украины, один из его официальных символов.
Современный флаг, утвержденный на сессии Белоцерковского городского совета XXIII созыва от 3 октября 1998 года. Флаг города представляет собой квадратное красное полотнище с изображением церкви с куполами и крестами белого цвета в центре. 
Прообразом современного городского флага послужил подаренный польским королём Сигизмундом III флаг городскому ополчению. Флаг был дарован Белой Церкви 6 декабря 1620 года вместе с магдебургским правом.

...под городским флагом, который им жалуем: в червлёном поле белая церковь с белым крестом...
Оригинальный текст (пол.)... choragwa swa Mieska ktora im nadaiemy w polu Czerwonym Cerkiew Biala z krzyzem bialym...